# Joseph Kratzenstein
Joseph Julius Kratzenstein (geb. 2. April 1904 in Marienhagen; gest. 15. November 1990) war ein deutscher Pädagoge und Rabbiner.
Kratzenstein kam als jüngstes von vier Kindern des Gastwirts Felix (Selig) Kratzenstein (1864–1919) und seiner Frau Dina Kratzenstein, geb. Strauß, (1867–1943) zur Welt. Die Eltern bewohnten das im Dorfzentrum von Marienhagen gelegene alte Landschulheim. Nach dem Besuch der Volksschule trat er Ostern 1918 in das jüdische Lehrerseminar in Münster ein. Dort besuchte er drei Jahre die Präparandie und drei Jahre den Seminarkursus. Im März 1924 legte er am evangelischen Lehrerseminar zu Hamm die erste Lehrerprüfung ab und bestand im Oktober 1927 an der Oberrealschule in Idar das Maturitätsexamen.
Ab dem Wintersemester 1927/28 studierte er an der Universität Berlin Geschichte, Philosophie und Pädagogik. Während dieser Zeit arbeitete er auch an der Hochschule für die Wissenschaft des Judentums. Zum Wintersemester 1929/30 kam er an die Universität Zürich, wo er im Juli 1931 an der philosophischen Fakultät  bei Willy Freytag mit der Arbeit Die Pädagogik Friedrich Eberhard von Rochows promoviert wurde. Er war in Zürich Lehrer für Hebräisch und stellvertretender Rabbiner der jüdischen Gemeinde.
1946 wurde er der erste Großrabbiner der Israelitischen Gemeinde von Luxemburg nach dem Krieg, trat jedoch bereits im Dezember 1948 von diesem Amt zurück.